# Asteroide tipo V

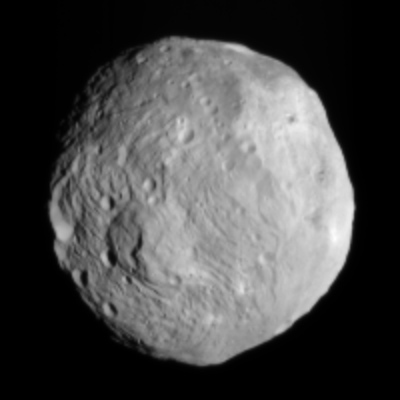
O protoplaneta Vesta é o maior objeto do tipo V.

Os Asteroides tipo V ou vestoides, são semelhantes à 4 Vesta, de longe, o maior objeto desta classe (daí o nome). Cerca de 6% dos asteroides do cinturão principal são vestoides.

## Características
Uma grande proporção tem elementos orbitais semelhantes às de 4 Vesta, ou perto o suficiente para ser parte da família Vesta, ou ter semelhantes excentricidades e inclinações, mas com um semieixo maior que se encontra entre cerca de 2,18 UA e com lacunas de Kirkwood de 3:1 a 2,50 UA. Isto sugere que a maioria ou todos eles se originou como fragmentos da crosta de Vesta, possivelmente arrancada por um único impacto muito grande em algum momento de sua história. A enorme cratera localizada no hemisfério sul de Vesta, Rheasilvia, é o principal candidato para o local do impacto.
Os asteroides do tipo V são moderadamente brilhante, e bastante semelhante ao mais comum do tipo S, que também são constituídos de rocha, ferro e condrito. Este tipo muito raro de asteroide contém mais piroxênio do que o tipo S.
O espectro eletromagnético tem uma característica de absorção muito forte de comprimento de onda de 0,75 μm, uma outra característica em torno de 1 μm e é muito abaixo de vermelho de 0,7 μm. O espectro de comprimento de onda visível dos asteroides tipo V (incluindo 4 Vesta) é semelhante ao do espectro dos meteoritos HED.
Um tipo J tem sido sugerido para asteroides que possuem uma banda de absorção de 1 μm particularmente forte semelhante aos meteoritos diogenitos, provavelmente sendo derivado de partes mais profundas da crosta de 4 Vesta.

## Distribuição
A grande maioria dos asteroides tipo V são membros da família Vesta, juntamente com o asteroide Vesta. Há alguns asteroides cruzadores de Marte como o 9969 Braille, e alguns objetos próximos da Terra, como o 3908 Nyx.
Existe também um grupo disperso de objetos na vizinhança geral da família Vesta, mas não parte dela. Estes incluem:
- 809 Lundia — Órbitas dentro da região da família Flora
- 956 Elisa
- 1459 Magnya — Órbitas no cinturão de asteroides exterior, muito longe de Vesta para ser geneticamente relacionados. Podem ser os restos de um corpo antigo diferente que foi quebrado há muito tempo.
- 2113 Ehrdni
- 2442 Corbett
- 2566 Kirghizia
- 2579 Spartacus — Contém uma porção significativa de olivina, o que pode indicar a origem mais profunda dentro de Vesta do que os outros do tipo V.
- 2640 Hallstrom
- 2653 Principia
- 2704 Julian Loewe
- 2763 Jeans
- 2795 Lepage
- 2851 Harbin
- 2912 Lapalma
- 3849 Incidentia
- 3850 Peltier — Órbitas dentro da região da família Flora
- 3869 Norton
- 4188 Kitezh
- 4278 Harvey — Membro da família Baptistina.
- 4434 Nikulin
- 4796 Lewis
- 4977 Rauthgundis
- 5379 Abehiroshi